# Vicepremier in Nederland
Een vicepremier (ook viceminister-president, in officiële stukken Vice-Minister-President) is in Nederland de plaatsvervanger van de minister-president. Tijdens de afwezigheid van de minister-president neemt de vicepremier diens taken over, zoals het voorzitten van de ministerraad. Het is gebruikelijk dat elk van de partijen in het kabinet die niet de minister-president levert een vicepremier levert.
In het geval dat er meerdere vicepremiers zijn (vaak het geval bij een kabinet bestaande uit drie of meer coalitiepartijen), wordt de rangorde bepaald door de grootte van de desbetreffende partijen. Een vicepremier wordt als zodanig benoemd bij Koninklijk Besluit. Het kabinet-Schermerhorn-Drees was het eerste Nederlandse kabinet met een vicepremier.
De huidige vicepremiers zijn Sophie Hermans, Eddy van Hijum en Mona Keijzer.

## Lijst van vicepremiers van Nederland (sinds 1945)
| Vicepremier | Vicepremier      | Vicepremier                       | Partij      | Premier                                                                        | Kabinet                       | Begindatum        | Einddatum         | Opmerkingen |
| ----------- | ---------------- | --------------------------------- | ----------- | ------------------------------------------------------------------------------ | ----------------------------- | ----------------- | ----------------- | --- |
|             |                  | Willem Drees                      | SDAP        | Willem Schermerhorn                                                            | Schermerhorn-Drees            | 25 juni 1945      | 7 augustus 1948   | |
| PvdA        |                  | Willem Drees                      |             | Willem Schermerhorn                                                            | Schermerhorn-Drees            | 25 juni 1945      | 7 augustus 1948   | |
| Louis Beel  | Beel I           | Willem Drees                      |             |                                                                                |                               | 25 juni 1945      | 7 augustus 1948   | |
|             |                  | Josef van Schaik                  | KVP         | Willem Drees                                                                   | Drees-Van Schaik              | 7 augustus 1948   | 15 maart 1951     | |
|             |                  | Frans Teulings                    | KVP         | Willem Drees                                                                   | Drees I                       | 15 maart 1951     | 2 september 1952  | |
|             |                  | Louis Beel                        | KVP         | Willem Drees                                                                   | Drees II                      | 2 september 1952  | 7 juli 1956       | Beel trad af vanwege het vertrek naar de Commissie-Beel |
|             |                  | Teun Struycken                    | KVP         | Willem Drees                                                                   | Drees III                     | 13 oktober 1956   | 19 mei 1959       | |
| Louis Beel  | Beel II          | Teun Struycken                    | KVP         | Struycken werd geen premier na het aftreden van Drees, door verzet van de KVP. |                               | 13 oktober 1956   | 19 mei 1959       | |
|             |                  | Henk Korthals                     | VVD         | Jan de Quay                                                                    | De Quay                       | 19 mei 1959       | 24 juli 1963      | |
|             |                  | Barend Biesheuvel                 | ARP         | Victor Marijnen                                                                | Marijnen                      | 24 juli 1963      | 14 april 1965     | |
| 1e          |                  | Anne Vondeling                    | PvdA        | Jo Cals                                                                        | Cals                          | 14 april 1965     | 22 november 1966  | |
| 2e          |                  | Barend Biesheuvel                 | ARP         | Jo Cals                                                                        | Cals                          | 14 april 1965     | 5 april 1967      | |
| 2e          | Jelle Zijlstra   | Barend Biesheuvel                 | ARP         | Zijlstra                                                                       |                               | 14 april 1965     | 5 april 1967      | |
| 1e          | Jelle Zijlstra   |                                   | Jan de Quay | Zijlstra                                                                       | KVP                           | 22 november 1966  | 5 april 1967      | |
| 1e          |                  | Johan Witteveen                   | VVD         | Piet de Jong                                                                   | De Jong                       | 5 april 1967      | 6 juli 1971       | |
| 2e          |                  | Joop Bakker                       | ARP         | Piet de Jong                                                                   | De Jong                       | 5 april 1967      | 6 juli 1971       | |
| 1e          |                  | Roelof Nelissen                   | KVP         | Barend Biesheuvel                                                              | Biesheuvel I en Biesheuvel II | 6 juli 1971       | 11 mei 1973       | |
| 2e          |                  | Molly Geertsema                   | VVD         | Barend Biesheuvel                                                              | Biesheuvel I en Biesheuvel II | 6 juli 1971       | 11 mei 1973       | |
|             |                  | Dries van Agt                     | KVP         | Joop den Uyl                                                                   | Den Uyl                       | 11 mei 1973       | 8 september 1977  | Van Agt trad af (onverenigbaarheid lidmaatschap Tweede Kamer en ministerschap na drie maanden na verkiezingen).                                                      |
|             |                  | Wilhelm Friedrich de Gaay Fortman | ARP         | Joop den Uyl                                                                   | Den Uyl                       | 8 september 1977  | 19 december 1977  | |
|             |                  | Hans Wiegel                       | VVD         | Dries van Agt                                                                  | Van Agt I                     | 19 december 1977  | 11 september 1981 | |
| 1e          |                  | Joop den Uyl                      | PvdA        | Dries van Agt                                                                  | Van Agt II                    | 11 september 1981 | 29 mei 1982       | Den Uyl verliet het kabinet samen met alle PvdA-bewindslieden (Crisis over financieel-economisch beleid).                                                            |
| 2e          |                  | Jan Terlouw                       | D'66        | Dries van Agt                                                                  | Van Agt II                    | 11 september 1981 | 29 mei 1982       | |
|             | Van Agt III      | Jan Terlouw                       | D'66        | Dries van Agt                                                                  | 29 mei 1982                   | 4 november 1982   |                   | |
|             |                  | Gijs van Aardenne                 | VVD         | Ruud Lubbers                                                                   | Lubbers I                     | 4 november 1982   | 14 juli 1986      | |
|             |                  | Rudolf de Korte                   | VVD         | Ruud Lubbers                                                                   | Lubbers II                    | 14 juli 1986      | 7 november 1989   | |
|             |                  | Wim Kok                           | PvdA        | Ruud Lubbers                                                                   | Lubbers III                   | 7 november 1989   | 22 augustus 1994  | |
| 1e          |                  | Hans Dijkstal                     | VVD         | Wim Kok                                                                        | Kok I                         | 22 augustus 1994  | 3 augustus 1998   | |
| 2e          |                  | Hans van Mierlo                   | D66         | Wim Kok                                                                        | Kok I                         | 22 augustus 1994  | 3 augustus 1998   | |
| 1e          |                  | Annemarie Jorritsma               | VVD         | Wim Kok                                                                        | Kok II                        | 3 augustus 1998   | 22 juli 2002      | Jorritsma en Borst waren de eerste vrouwelijke vicepremiers. |
| 2e          |                  | Els Borst                         | D66         | Wim Kok                                                                        | Kok II                        | 3 augustus 1998   | 22 juli 2002      | Jorritsma en Borst waren de eerste vrouwelijke vicepremiers. |
| 1e          |                  | Eduard Bomhoff                    | LPF         | Jan Peter Balkenende                                                           | Balkenende I                  | 22 juli 2002      | 16 oktober 2002   | Bomhoff trad af op 16 oktober 2002, De Boer volgde hem twee dagen later op (LPF-crisis). Daarbij werd Remkes de eerste vicepremier en De Boer de tweede vicepremier. |
| 2e          |                  | Johan Remkes                      | VVD         | Jan Peter Balkenende                                                           | Balkenende I                  | 22 juli 2002      | 16 oktober 2002   | Bomhoff trad af op 16 oktober 2002, De Boer volgde hem twee dagen later op (LPF-crisis). Daarbij werd Remkes de eerste vicepremier en De Boer de tweede vicepremier. |
| 1e          | 16 oktober 2002  | Johan Remkes                      | VVD         | Jan Peter Balkenende                                                           | Balkenende I                  | 27 mei 2003       |                   | Bomhoff trad af op 16 oktober 2002, De Boer volgde hem twee dagen later op (LPF-crisis). Daarbij werd Remkes de eerste vicepremier en De Boer de tweede vicepremier. |
| 2e          |                  | Roelf de Boer                     | LPF         | Jan Peter Balkenende                                                           | Balkenende I                  | 27 mei 2003       | 18 oktober 2002   | Bomhoff trad af op 16 oktober 2002, De Boer volgde hem twee dagen later op (LPF-crisis). Daarbij werd Remkes de eerste vicepremier en De Boer de tweede vicepremier. |
| 2e          |                  | Thom de Graaf                     | D66         | Jan Peter Balkenende                                                           | Balkenende II                 | 27 mei 2003       | 25 maart 2005     | De Graaf trad af op 25 maart 2005 (Paascrisis), Brinkhorst volgde hem op vanaf 31 maart 2005.                                                                        |
| 2e          |                  | Laurens Jan Brinkhorst            | D66         | Jan Peter Balkenende                                                           | Balkenende II                 | 31 maart 2005     | 29 juni 2006      | Brinkhorst trad af op 29 juni 2006 (Kabinetscrisis over het functioneren van minister Verdonk).                                                                      |
| 1e          | Foto Gerrit Zalm | Gerrit Zalm                       | VVD         | Jan Peter Balkenende                                                           | Balkenende II                 | 27 mei 2003       | 7 juli 2006       | |
|             | Foto Gerrit Zalm | Gerrit Zalm                       | VVD         | Jan Peter Balkenende                                                           | Balkenende III                | 7 juli 2006       | 22 februari 2007  | |
| 1e          |                  | Wouter Bos                        | PvdA        | Jan Peter Balkenende                                                           | Balkenende IV                 | 22 februari 2007  | 23 februari 2010  | Bos verliet samen met alle PvdA-bewindslieden het kabinet op 23 februari 2010 na een kabinetscrisis over het Uruzganbesluit.                                         |
| 2e          |                  | André Rouvoet                     | CU          | Jan Peter Balkenende                                                           | Balkenende IV                 | 22 februari 2007  | 23 februari 2010  | |
|             | 23 februari 2010 | André Rouvoet                     | CU          | Jan Peter Balkenende                                                           | Balkenende IV                 | 14 oktober 2010   |                   | |
|             |                  | Maxime Verhagen                   | CDA         | Mark Rutte                                                                     | Rutte I                       | 14 oktober 2010   | 5 november 2012   | Verhagen was de eerste vicepremier van CDA-huize. |
|             |                  | Lodewijk Asscher                  | PvdA        | Mark Rutte                                                                     | Rutte II                      | 5 november 2012   | 26 oktober 2017   | |
| 1e          |                  | Hugo de Jonge                     | CDA         | Mark Rutte                                                                     | Rutte III                     | 26 oktober 2017   | 10 januari 2022   | |
| 2e          |                  | Kajsa Ollongren                   | D66         | Mark Rutte                                                                     | Rutte III                     | 26 oktober 2017   | 1 november 2019   | |
| 2e          | 14 mei 2020      | Kajsa Ollongren                   | D66         | Mark Rutte                                                                     | Rutte III                     | 10 januari 2022   |                   | |
| 2e          |                  | Wouter Koolmees                   | D66         | Mark Rutte                                                                     | Rutte III                     | 1 november 2019   | 14 mei 2020       | Koolmees was van 1 november 2019 tot 14 mei 2020 de tijdelijke vervanger van Ollongren.                                                                              |
| 3e          |                  | Carola Schouten                   | CU          | Mark Rutte                                                                     | Rutte III                     | 26 oktober 2017   | 2 juli 2024       | Schouten is de langstzittende vicepremier. |
| 3e          | Rutte IV         | Carola Schouten                   | CU          | Mark Rutte                                                                     |                               | 26 oktober 2017   | 2 juli 2024       | Schouten is de langstzittende vicepremier. |
| 1e          |                  | Sigrid Kaag                       | D66         | Mark Rutte                                                                     | 10 januari 2022               | 8 januari 2024    |                   | |
| 2e          |                  | Wopke Hoekstra                    | CDA         | Mark Rutte                                                                     | 10 januari 2022               | 1 september 2023  |                   | |
| 2e          |                  | Karien van Gennip                 | CDA         | Mark Rutte                                                                     | 5 september 2023              | 2 juli 2024       |                   | |
| 1e          |                  | Rob Jetten                        | D66         | Mark Rutte                                                                     | 8 januari 2024                | 2 juli 2024       |                   | |
| 1e          |                  | Fleur Agema                       | PVV         | Dick Schoof                                                                    | Schoof                        | 2 juli 2024       | 3 juni 2025       | Omdat premier Schoof partijloos is, leverde de PVV als grootste partij een vicepremier.                                                                              |
| 2e          |                  | Sophie Hermans                    | VVD         | Dick Schoof                                                                    | Schoof                        | 2 juli 2024       | 3 juni 2025       | |
| 1e          | 3 juni 2025      | Sophie Hermans                    | VVD         | Dick Schoof                                                                    | Schoof                        | heden             |                   | |
| 3e          |                  | Eddy van Hijum                    | NSC         | Dick Schoof                                                                    | Schoof                        | 2 juli 2024       | 3 juni 2025       | |
| 2e          | 3 juni 2025      | Eddy van Hijum                    | NSC         | Dick Schoof                                                                    | Schoof                        | heden             |                   | |
| 4e          |                  | Mona Keijzer                      | BBB         | Dick Schoof                                                                    | Schoof                        | 2 juli 2024       | 3 juni 2025       | |
| 3e          | 3 juni 2025      | Mona Keijzer                      | BBB         | Dick Schoof                                                                    | Schoof                        | heden             |                   | |